# Eschenbachgasse
Die Eschenbachgasse befindet sich im 1. Wiener Gemeindebezirk, der Inneren Stadt. Sie wurde 1863 nach dem unter Napoleon hingerichteten Wiener Hausbesitzer Jakob Eschenbacher benannt.

## Geschichte

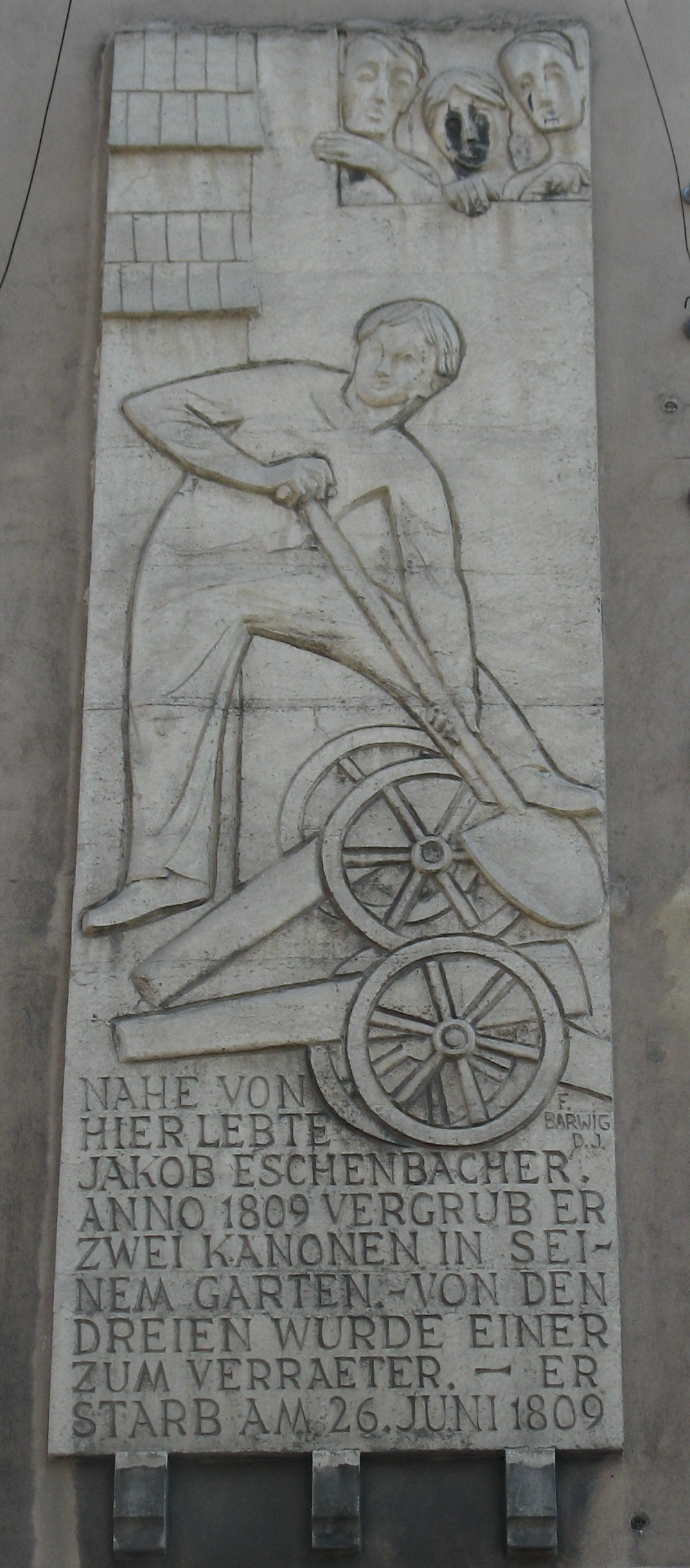
Jakob Eschenbacher, Relieftafel von Franz Barwig dem Jüngeren am Haus Favoritenstraße 47

Die Gegend der heutigen Eschenbachgasse gehörte im Mittelalter zur Vorstadt vor dem Widmertor. Ab dem 16. Jahrhundert erstreckte sich hier das Glacis, eine unbebaute Grünfläche vor der damals neu angelegten Wiener Stadtmauer. Als diese im 19. Jahrhundert obsolet geworden war, gab Kaiser Franz Joseph I. 1857 den Befehl zur Schleifung der Befestigungsanlagen. Auf dem so gewonnenen Areal wurde die Wiener Ringstraße angelegt. So entstand 1863 auch die Eschenbachgasse als eine der Seitenstraßen der Ringstraße.
Benannt wurde die neue Straße nach Jakob Eschenbacher (1749–1809), einem Sattlermeister und Hausbesitzer. Dieser hatte nach der Besetzung Wiens durch die Franzosen im Zuge der Koalitionskriege deren Befehl zur Abgabe von Kriegsmaterial missachtet und drei Kanonenrohre im Garten seines Wohnhauses in der Favoritenstraße vergraben. Deswegen wurde er am 26. Juni 1809 an der Mauer des Jesuitenhofes am heutigen Getreidemarkt erschossen. Das Vergraben der Kanonen, das wahrscheinlich aus Gewinnsucht geschah, wurde als patriotische Tat des Widerstands gegen Napoleon gedeutet, weshalb man die neu geschaffene Gasse in unmittelbarer Nähe des Hinrichtungsortes nach Eschenbacher benannte. Dabei wurde aus Eschenbacher nunmehr Eschenbach.

## Lage und Charakteristik

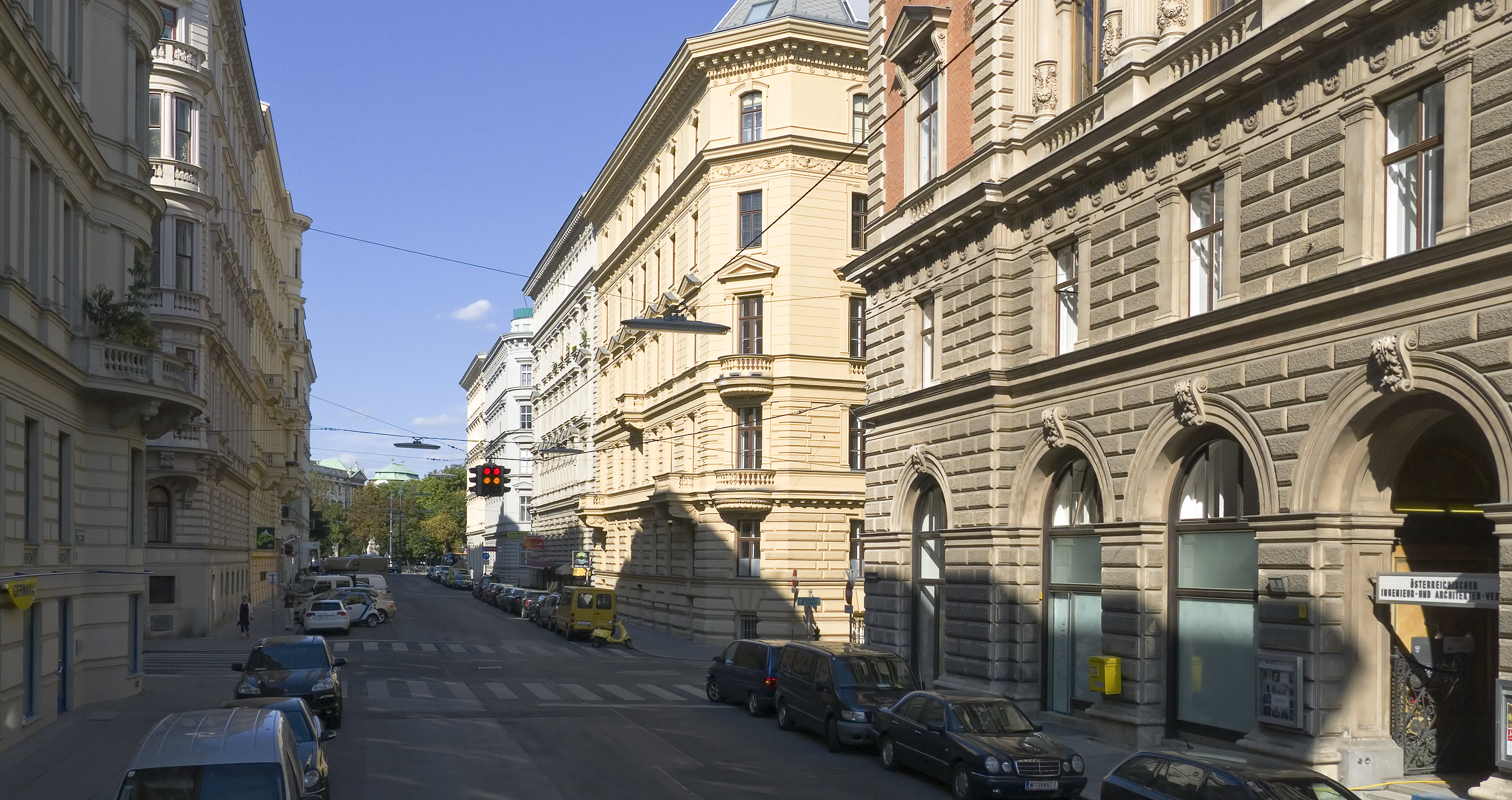
Eschenbachgasse in Richtung Ringstraße

Die Eschenbachgasse verläuft vom Knick zwischen Opern- und Burgring in südwestlicher Richtung bis zum Getreidemarkt, wo sich auf deren anderer Straßenseite die Gumpendorfer Straße fortsetzt. Als eine der wenigen Straßen des 1. Bezirks ist sie durchgehend in beiden Fahrtrichtungen befahrbar und keine Einbahnstraße. Dennoch ist der Autoverkehr hier nicht sehr stark, ebenso wenig wie das Fußgängeraufkommen. Auf ganzer Länge verkehrt die Autobuslinie 57A über die Eschenbachgasse. Bis 1988 fuhren an deren Stelle Straßenbahnen.
Die Straße ist einheitlich mit historistischen Gebäuden des Jahrzehnts von 1863 bis 1873 gestaltet. Als typische Querstraße liegen nur ganz wenige Haustore an der Eschenbachgasse, die meisten befinden sich an den querenden Längsstraßen. An der Straße selbst befinden sich mehrere Restaurants und Gastronomiebetriebe; es finden sich aber auch Galerien hier. Im unter Denkmalschutz stehenden Palais Eschenbach haben der Österreichische Gewerbeverein und der Österreichische Ingenieur- und Architektenverein ihren Sitz.

## Gebäude

### Nr. 1: Miethaus

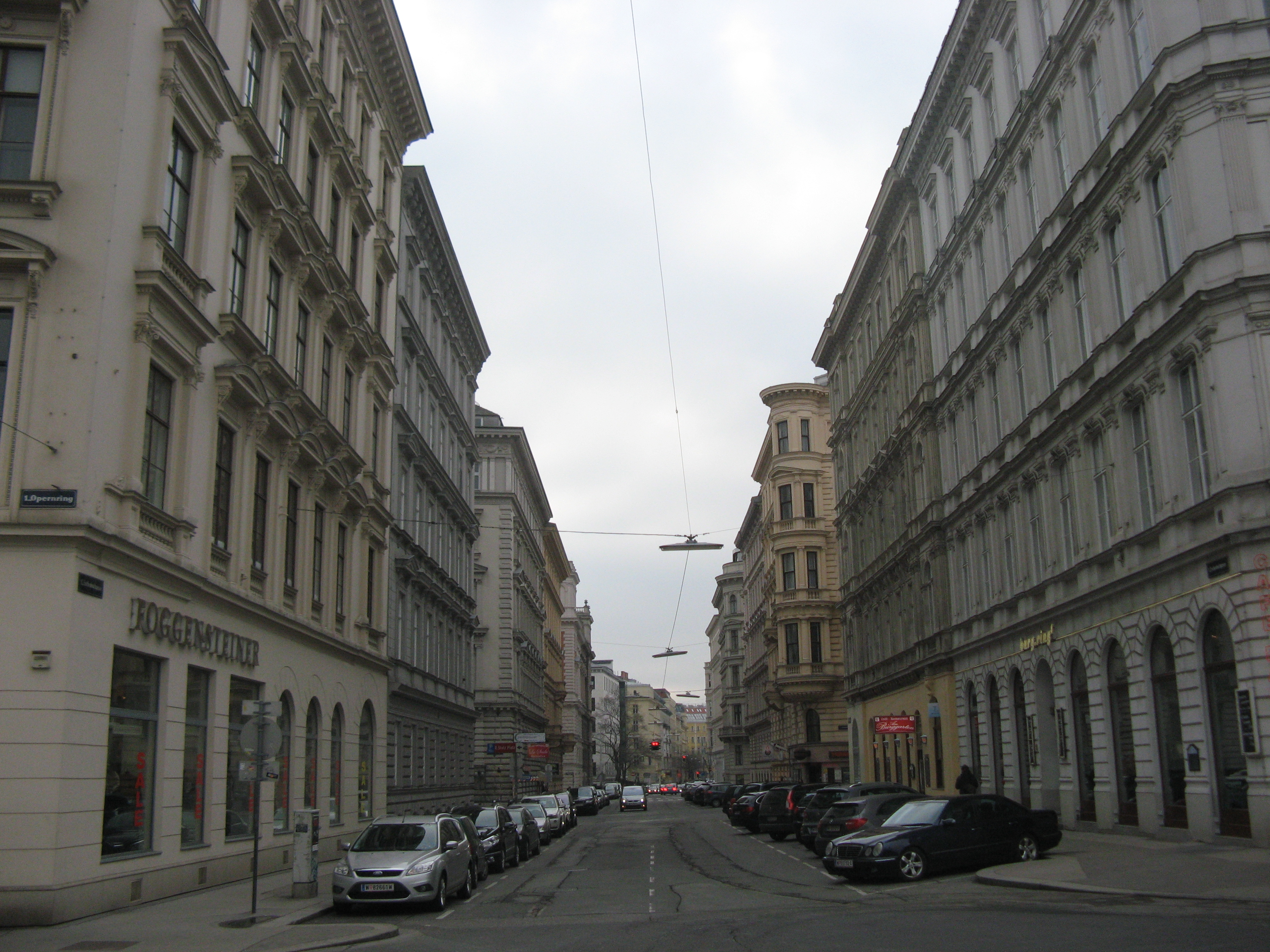
Eschenbachgasse vom Ring aus gesehen

Das Gebäude Ecke Opernring und Eschenbachgasse wurde 1862 von Anton Baumgarten im frühhistoristischen Stil errichtet. Eine Gedenktafel aus dem Jahr 1929 erinnert an den Komponisten Franz von Suppè. Das Haus liegt an der Hauptadresse Opernring 23. Es steht unter Denkmalschutz.

### Nr. 2: Miethaus
Das monumentale Eckhaus Eschenbachgasse / Burgring wurde 1862–1863 von den Architekten Johann Romano und August Schwendenwein im frühhistoristischen Stil erbaut. Es liegt an der Hauptadresse Burgring 1 und steht unter Denkmalschutz.

### Nr. 3: Palais Landau

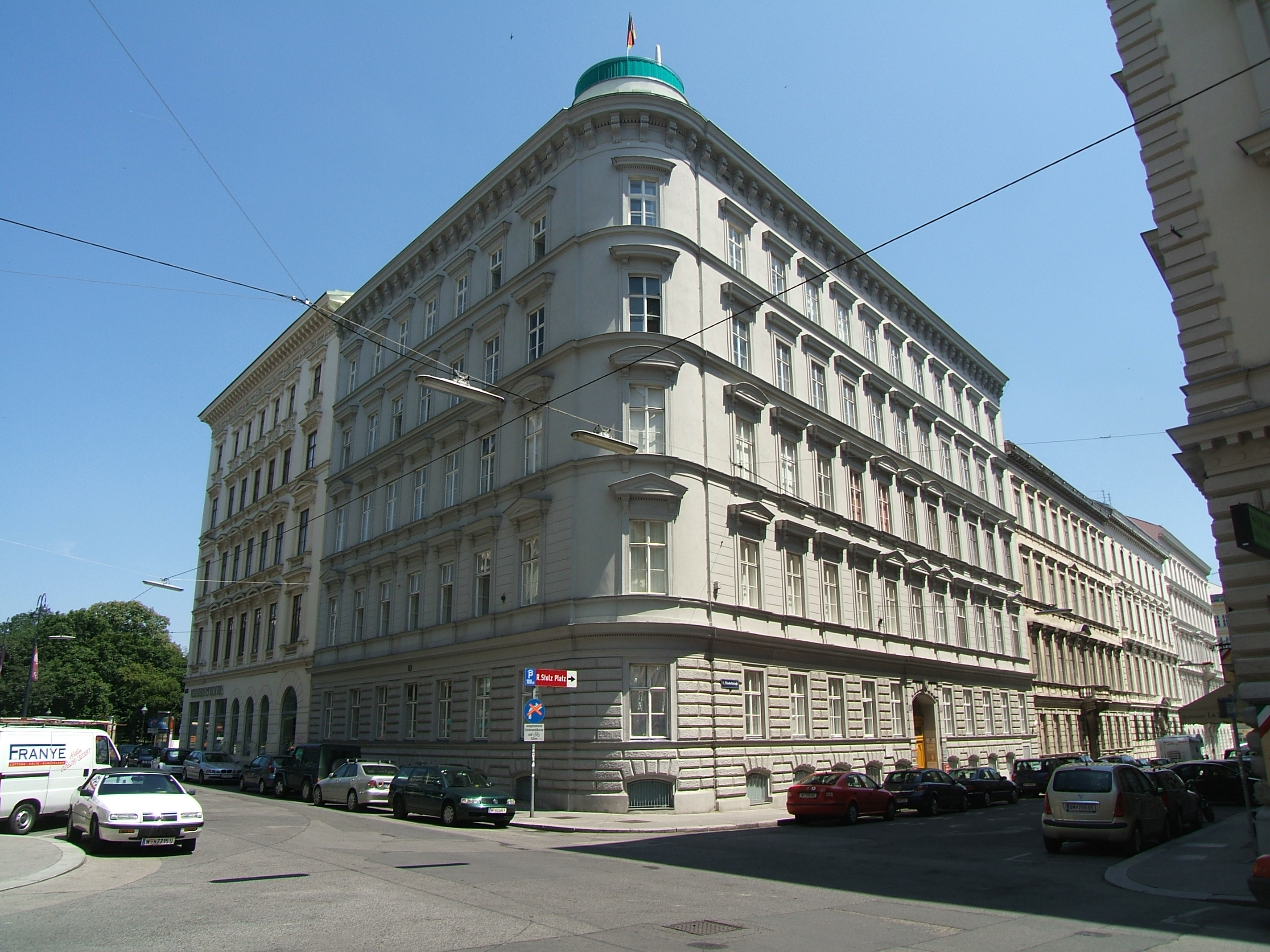
Palais Landau

→ siehe auch Hauptartikel Palais Landau (Elisabethstraße)
Das ehemalige Palais Landau an der Ecke Elisabethstraße und Eschenbachgasse wurde 1869–1870 nach Plänen von Carl Schumann in Formen der Wiener Neorenaissance errichtet. Von 1918 bis 1932 wohnte der Schriftsteller Franz Werfel in dem Haus. Es liegt an der Hauptadresse Elisabethstraße 22.

### Nr. 4: Miethaus
Das Gebäude an der Ecke Eschenbachgasse und Elisabethstraße wurde 1862–1863 von den Architekten Johann Romano und August Schwendenwein im frühhistoristischen Stil errichtet. Es liegt an der Hauptadresse Elisabethstraße 24 und steht unter Denkmalschutz.

### Nr. 5: Miethaus
Das Miethaus Ecke Elisabethstraße und Eschenbachgasse wurde 1870–1871 von Josef Hudetz im historistischen Stil erbaut. Es liegt an der Hauptadresse Elisabethstraße 13.

### Nr. 6: Miethaus
Das Gebäude Ecke Eschenbachgasse / Elisabethstraße wurde 1872 von Wilhelm Stiassny in Formen der Wiener Neorenaissance errichtet. Es liegt an der Hauptadresse Elisabethstraße 15.

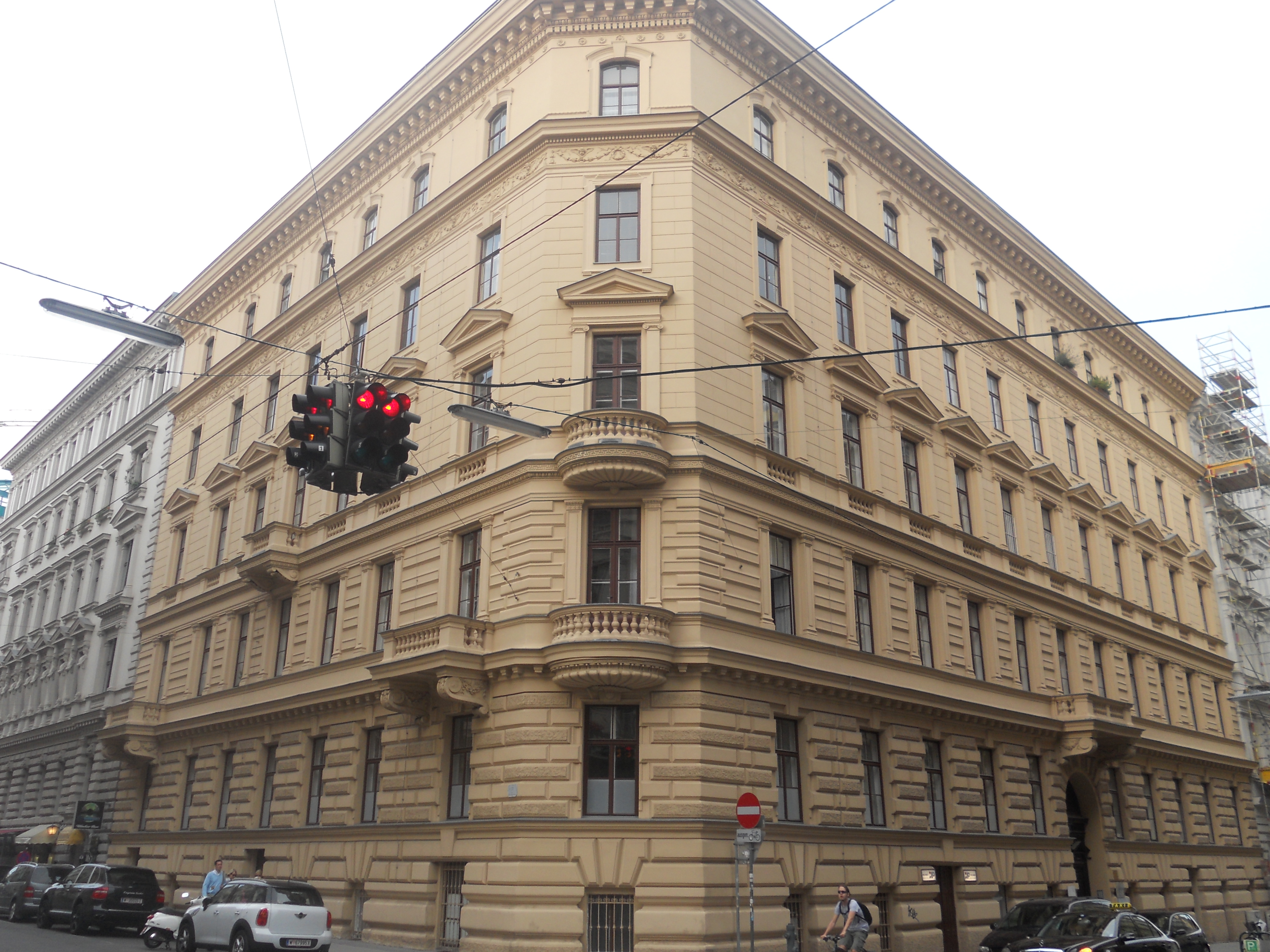
Eschenbachgasse 7

### Nr. 7: Miethaus
Das strenghistoristische Eckhaus Eschenbachgasse / Nibelungengasse wurde 1871–1872 von Ludwig Tischler errichtet. Es liegt an der Hauptadresse Nibelungengasse 8 und steht unter Denkmalschutz.

### Nr. 8: Miethaus
Das Miethaus an der Ecke Eschenbachgasse und Nibelungengasse wurde 1869 von Heinrich Adam im Stil der Neorenaissance erbaut. Es liegt an der Hauptadresse Nibelungengasse 10.

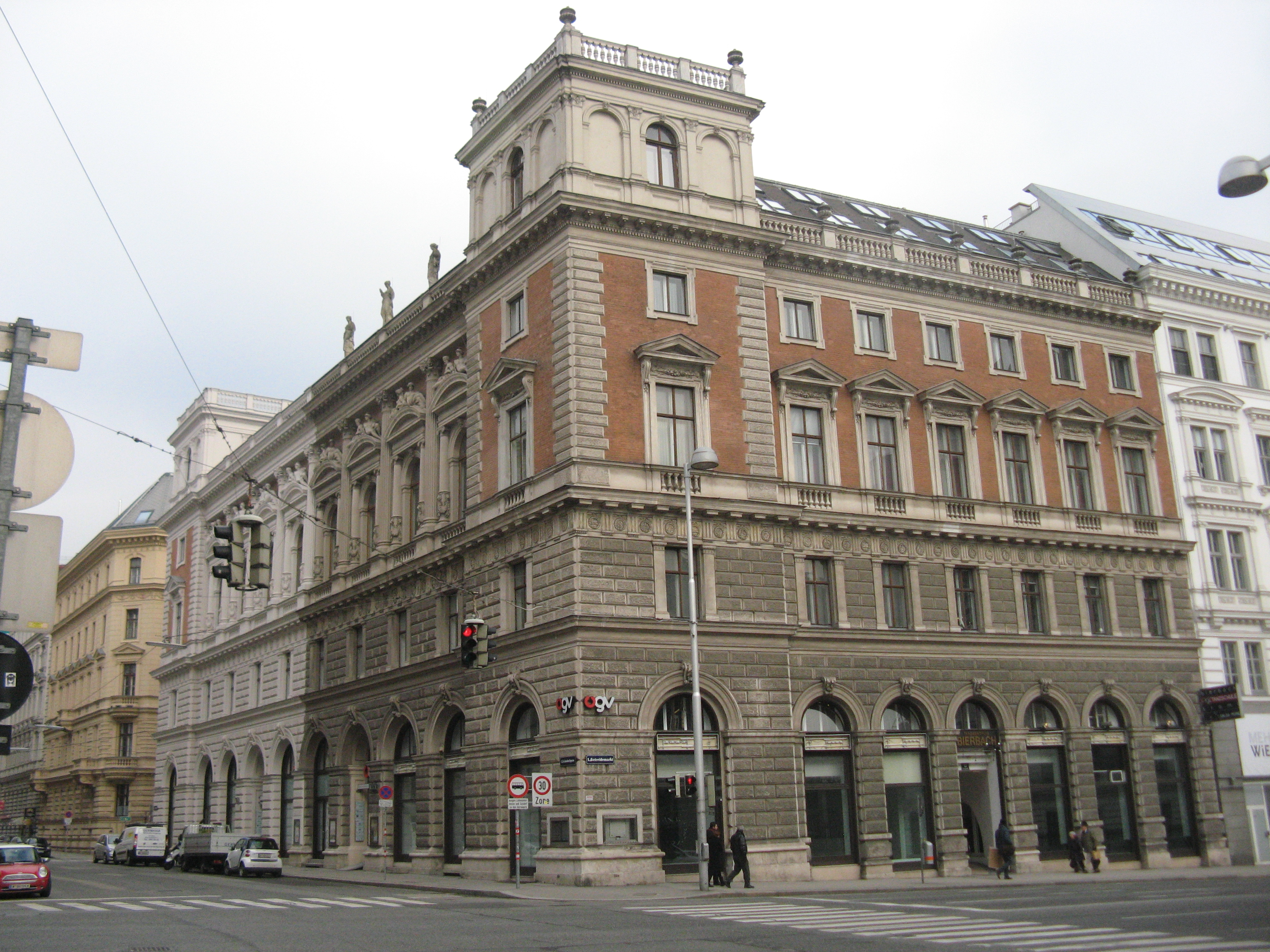
Palais Eschenbach

### Nr. 9, 11: Palais Eschenbach
Das Palais Eschenbach zwischen Nibelungengasse, Eschenbachgasse und Getreidemarkt wurde 1870–1872 von Otto Thienemann im historistischen Stil errichtet. Der Architekt hat sich offensichtlich an Theophil von Hansen orientiert.

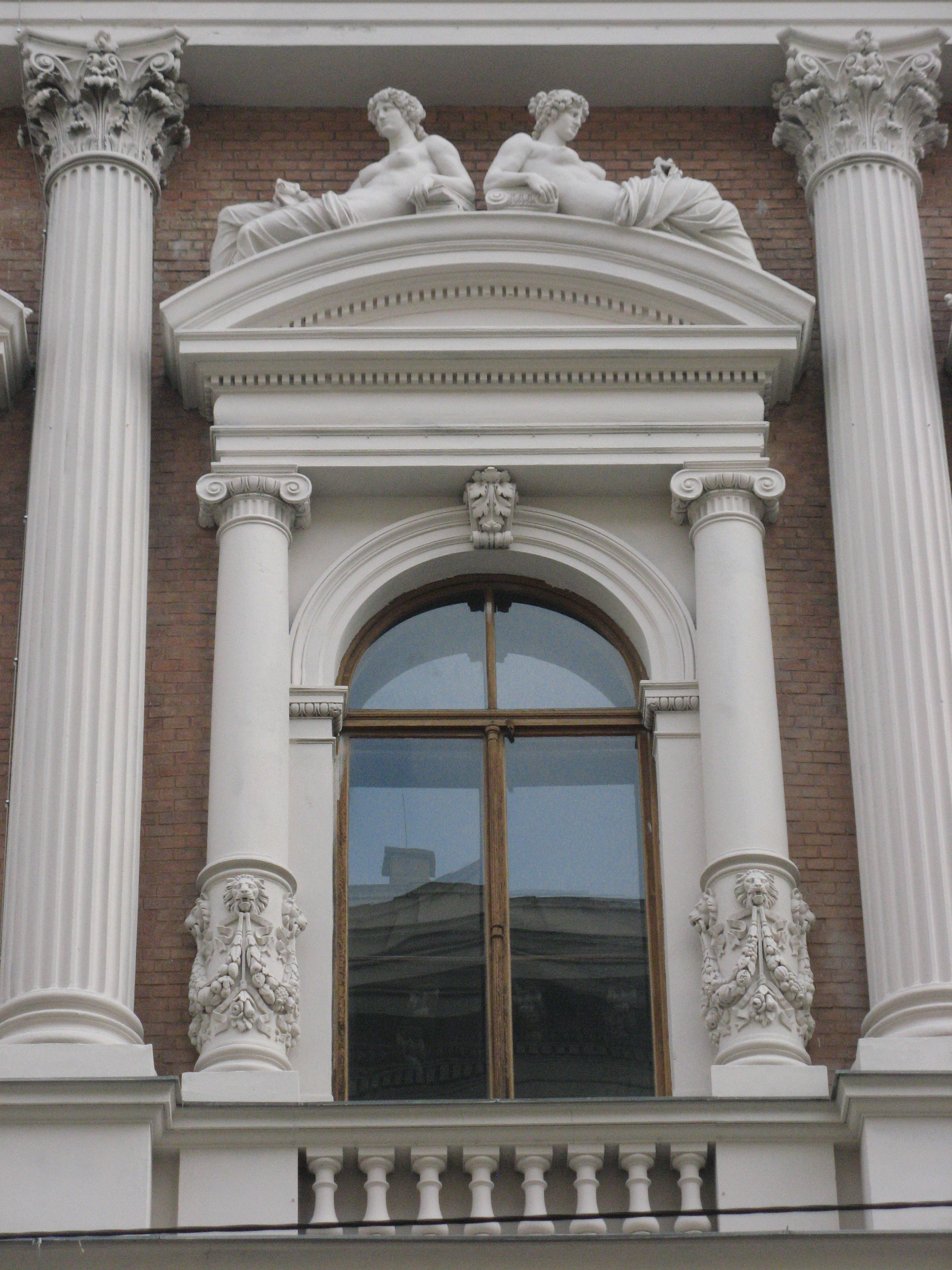
Palais Eschenbach, Detail der Fassade

Die Gebäude besitzen eine hohe, rustizierte Sockelzone und sind durch zwei mächtige, ortsteingequaderte Eckrisalite gekennzeichnet, die durch arkaden- und pilastergegliederte Pavillons bekrönt werden. Die Fassade der Obergeschoße besteht aus Sichtziegelmauerwerk, diejenige zur Eschenbachgasse aus mächtigen ionischen Segmentgiebelädikulen, die durch Komposithalbsäulen voneinander getrennt werden. Die Akroterfiguren stellen griechische Götter dar und stammen von Karl Feldbacher. Auf der Attikabalustrade befinden sich Götterstatuen von Franz Melnitzky. Den Portalen sind kreuzrippengewölbte, offene Vorräume mit Schmiedeeisengittern vorgelagert.
Die beiden getrennten Foyers sind pilastergegliedert und haben Pendentifkuppeln zwischen Rosettentonnen. Die Stiegenhäuser besitzen dreiarmige Treppen, toskanische Pilaster an Podesten und Stichkappenspiegelgewölbe. Die Innenausstattung stammt von Franz Schönthaler.
Nr. 9 ist Sitz des Österreichischen Ingenieur- und Architektenvereins. Im offenen Vorraum befindet sich eine Gedenktafel, die an die 1921 gegründete Ukrainische Freie Universität erinnert. Foyer und Stiegenhaus sind mit gelber, rot-grün gerahmter Stuckmarmorverkleidung versehen. Der Festsaal mit Galerie ist vollständig vertäfelt. Er wird durch ein großes Porträt von Kaiser Franz Joseph in Ädikularahmung geziert, das aus der Zeit um 1848 stammt, sowie aus einer Galerie der Vereinspräsidenten. Die Fahne des Vereins (1873) stammt von Friedrich von Schmidt.

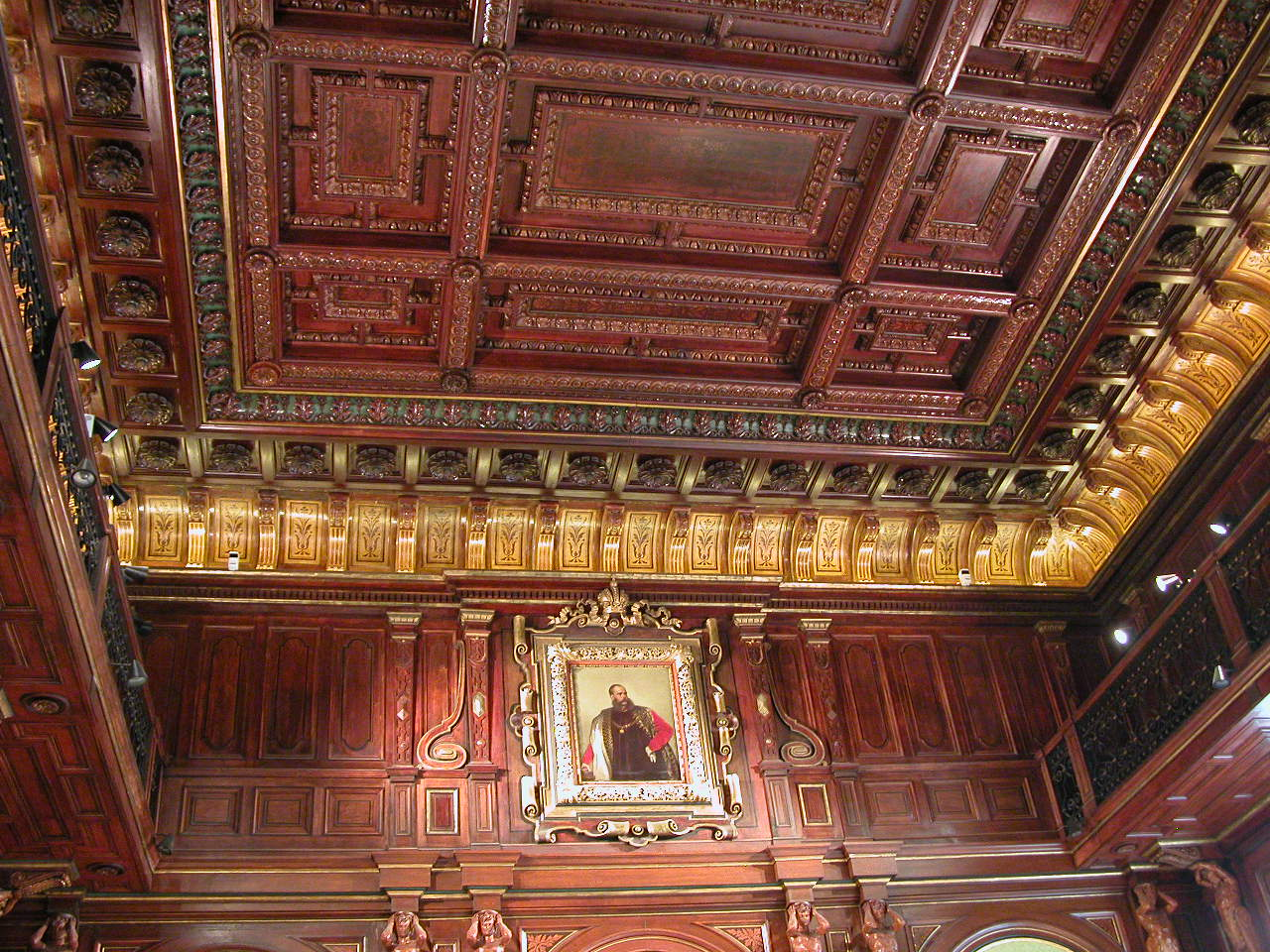
Festsaal des Österreichischen Ingenieur- und Architektenvereins

Nr. 11 ist Sitz des Österreichischen Gewerbevereins. Foyer und Stiegenhaus sind hier mit beigen, rot gerahmten Stuckmarmorfeldern versehen und weisen vergoldete Kandelaber auf. Im Festsaal befindet sich ein Porträt von Ferdinand Graf Colloredo-Mansfeld, dem ersten Vereinspräsidenten. Im Präsidentenzimmer ist die Fahne des Niederösterreichischen Gewerbevereins aus der Bauzeit des Gebäudes zu sehen. Büsten und Gemälde stellen die Vereinspräsidenten dar und werden durch Porträts von Kaiser Franz Joseph und Erzherzog Karl Ludwig ergänzt. Dem Arthaberzimmer folgt der Exnersaal mit Marmorkamin und einem säulchenbesetzten Schrankmöbel mit dem Bildnis von Wilhelm Exner von Kasimir Pochwalski. Der modern gestaltete Vorraum zu den Festräumen wurde 1991 von Peter Leibetseder mit einem Glasdach, Windfang und Ätzglasverzierungen gestaltet. Im Gebäude befinden sich auch Vereinsarchive und Vereinsbibliotheken.
Das Gebäude steht unter Denkmalschutz.

### Nr. 10: Miethaus
Das Haus an der Ecke Nibelungengasse und Eschenbachgasse wurde 1870 von Carl Friedrich Gröger im Stil der Wiener Neorenaissance errichtet. Es liegt an der Hauptadresse Nibelungengasse 11.

### Nr. 12: Miethaus
Das Gebäude Ecke Eschenbachgasse / Getreidemarkt wurde 1869 von Anton Huber im historistischen Stil und in Formen der Neorenaissance erbaut. Es liegt an der Hauptadresse Getreidemarkt 14.